# قطعنامه ۱۷۷۶ شورای امنیت
قطعنامه  ۱۷۷۶ شورای امنیت سازمان ملل متحد که در تاریخ ۱۹ سپتامبر ۲۰۰۷ تصویب شد، سندی بین‌المللی دربارهٔ اوضاع در افغانستان است. این قطعنامه طی نشست ۵۷۴۴ام با ۱۴ رای موافق، ۰ مخالف و ۱ ممتنع تصویب شد.